# Свято-Троицкий монастырь (Алатырь)
Свя́то-Тро́ицкий монасты́рь — мужской монастырь Алатырской епархии Русской православной церкви, расположенный в городе Алатырь (Чувашия). Памятник истории культуры.
Расположен в северной стороне города.
Имеется Троицкий собор, Сергиевская церковь с приделом в честь Казанской иконы Божией Матери, пещерный храм, жилые и хозяйственные постройки. Все строения каменные XVIII—XIX вв. Рождественский скит. В нескольких километрах к западу от города. 240 га, насельников — 45 чел. Строительство начато в июле 2000 г.

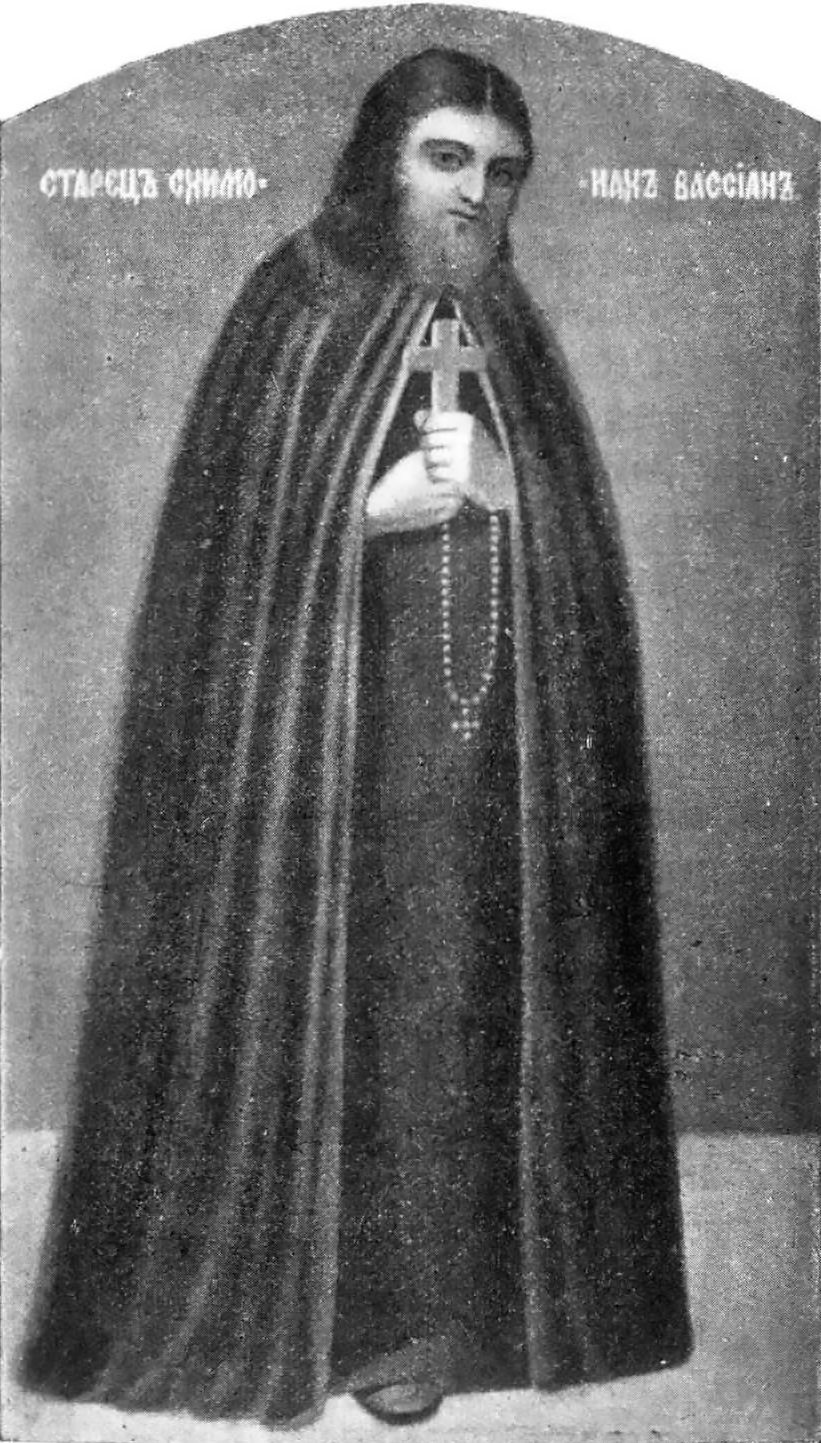
Схимонах Вассиан Алатырский

С 1748 до начала 30-х гг. существовала почитаемая могила с нетленными мощами схимонаха Вассиана.
Во владении монастыря находились Ключевская загородная пустынь и Свято-духовская пустынь на берегу Суры

## История
Основан в 1584 году в остроге Алатыря, примыкавшем к Алатырскому кремлю.
В 1615 году приписан к Троицкому Сергиевскому монастырю (монастырь наименован лавраю 8 июня 1744 года) в 73 км от Москвы по причине бедственного положения его и города Алатырь.
С 1612 по 1765 монастырем управляли строители и игумены; с 1765 по 1785 — архимандриты; с 1782 по 1796 — игумены; с 1796 утверждена архимандрия и монастырь причислен к 3 классу.
До середины XVIII века все храмы, колокольня и здания были деревянными. В 1748 году по указу Троице-Сергиевой лавры при настоятеле Меркурии Абрамове на месте деревянной церкви Святой Троицы был заложен первый храм в честь Живоначальной Троицы — двухэтажный, без трапезной и колокольни. Он строился с 1748 по 1753 год, а 13 ноября 1754 года был освящен. Но при этом был освящен только второй этаж, а первый пустовал до 1767 года, после чего в нем устроили тёплую церковь в честь Богоявления Господня с пристройкой трапезной и колокольни. Старая деревянная церковь во имя Савватия и Зосисы из-за ветхости была разобрана.
В 1801 году церковь Богоявления Господня была упразднена, и вместо нее в том же году сооружена отдельная каменная церковь у северной стороны главного храма Святой Троицы на расстоянии 19 метров, во имя преподобного Сергия Радонежского. Храм Святой Троицы в 1805—1808 годах был вновь перестроен и в то же время сооружена отдельно каменная трехъярусная колокольня площадью в основании 73 м2 и высотой 55,5 метров, а в 1814 году внутри Свято-Троицкого храма с западной стороны устроен придел во имя святого Дмитрия Ростовского.
В 1818 году рядом с храмом Сергия Радонежского построены двухэтажные каменные настоятельские покои, а внизу помещение для братии и послушников. К этим помещениям в 1825 году пристроены двухэтажные каменные монастырские кельи.
В 1829—1830 годах при настоятеле архимандрите Арсении над трапезной тёплой Сергиевской церкви устроен придел во имя святого апостола Иоанна Богослова и освящен в 1831 году. В этом же году построен каменный двухэтажный корпус с трапезной и кельями.
В 1848 году, при настоятеле архимандрите Иезекииле, к левой стороне Сергиевской тёплой церкви над могилой схимонаха Вассиана был заложен придел в честь Казанской иконы Божией Матери, который освящен 2 сентября 1849 года. Придел Иоанна Богослова был упразднён.
В 1905 году при настоятеле архимандрите Гаврииле, под приделом Казанской иконы Божией Матери из усыпальницы схимонаха Вассиана была устроена пещерная церковь, куда был перенесён придел Дмитрия Ростовского. В том же году под алтарём этого храма была устроена кувуклия.
4 июля 1906 года из-за пожара в Алатыре, уничтожившего более 300 домов, сгорел весь монастырь: все церкви, колокольня (при этом колокола упали и некоторые разбились), корпуса и все надворные постройки. Осталась только пещерная церковь.
В 1995 году монастырь передан Чебоксарско-Чувашской епархии. 5 мая 1995 года Священный синод РПЦ благословил откртыие монастыря.

## Объекты

### Собор Троицы Живоначальной

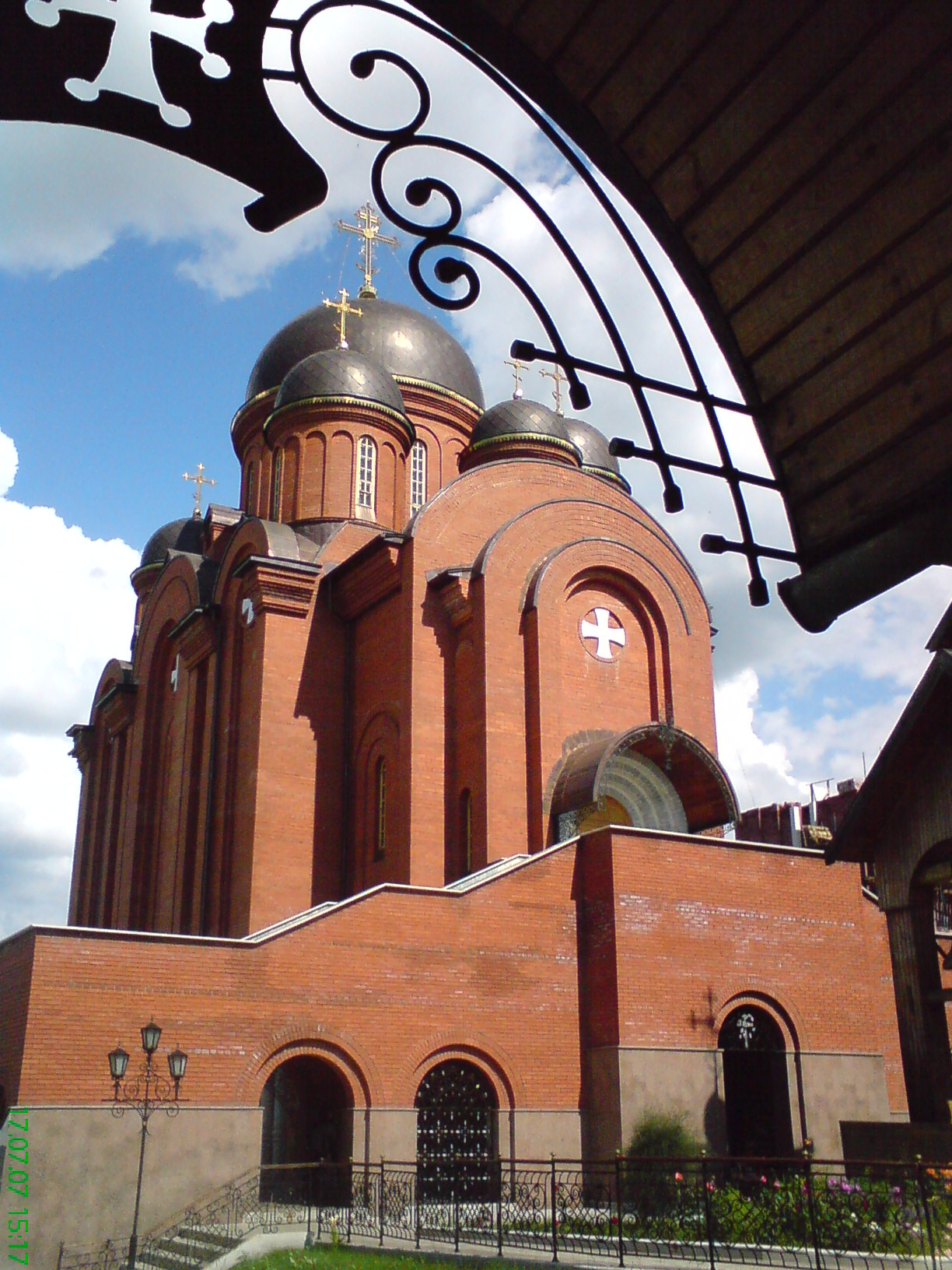
Собор Троицы Живоначальной

Кирпичная одноглавая трапезная церковь, построенная в 1801—1817 к северу от Троицкого собора. В 1848—1849 сооружён северный Казанский придел, над трапезной в 1830—1848 был придел Иоанна Богослова. Закрыта не позже 1920-х. В кон. 1990-х восстановлена, сооружён новый купол в неовизантийском стиле, под Казанским приделом в 1997 восстановлен Серафимовский пещерный храм.

### Колокольня
Общая высота колокольни от уровня земли до основания креста составляет 81,6 метра. Размер колокольни позволяют видеть её шпиль и слышать звон колоколов практически в любом месте города.
Колокольня возведена в традиционном храмовом стиле XI—XII веков и напоминает башни Московского Кремля, знаменитого храма Вознесения в Государственном историко-архитектурном музее-заповеднике «Коломенское» и других старинных храмов и колоколен шатрового типа. В Алатыре существовал шатровый храм-колокольня Казанской иконы Божией Матери, который горожане считают архитектурным символом города Алатырь (оригинальный шатер этого храма был утрачен в результате пожара в начале 2000-х годов, но в настоящее время он восстановлен).
Колокольня Свято-Троицкого монастыря образует единый архитектурный комплекс со стоящим рядом двухъярусным Свято-Троицким собором. В обоих сооружениях использованы элементы византийского стиля, в частности, общим декоративным элементом является византийский крест (согласно книге «История развития формы креста», издание православного братства во имя Воздвижения Честного и Животворящего Креста Господня, Москва, 1997 г.), который, в соответствии с Российской геральдикой, имели на своих гербах, до Октябрьского переворота 1917 года, некоторые российские города.
Стены колокольни отделаны кирпичом розового оттенка, в сочетании с декоративными элементами из белого мрамора. Медный, с золотыми ребрами, шатер венчается золотым куполом с крестом.
Здание колокольни выполняет несколько функций, что и отражено в её архитектурном решении. Кроме основной функции — размещение колоколов, колокольня является главным входом на территорию монастыря, поэтому колокольня называется «надвратной». В колокольне помещаются храм (на втором этаже) с выходом на территорию монастыря через открытую галерею, музей, библиотеки, служебные, технические и складские помещения, этаж с механизмом уникальных курантов, а также колосники в верхней части шатра для усиления звука.
Общая площадь здания — 1 900,2 м² (включая подвал — 269 м² и открытую галерею — 120,1 м²)
В основании колокольни находится «свайное поле», состоящее из 226-и буронабивных свай, длиной 9 м и диаметром 0,5 м каждая. Над сваями залита железобетонная плита высотой 1 м.
Здание колокольни имеет в своём основании 6 этажей, включая подвал, прямоугольной формы, размером 14,5×24,6 м. Верхняя часть, с отметки 26 м до отметки 48 м, имеет вид восьмигранника, который далее переходит в шатёр.
Площадь застройки здания колокольни составляет 496,9 м², включая открытую галерею со второго этажа 120,1 м².
Звонница, в здании колокольни, располагается на высоте 26 м от уровня земли. В ней располагаются 14 колоколов в 3 яруса на 2 этажах. Вес самых больших колоколов 8,6 и 18 тонн.
Всего в колокольне насчитывается 14 уровней (этажей), соединенных лестницей.
Уникальностью колокольни, помимо оригинального сочетания железобетонной конструкции с кирпичной кладкой, являются наличие лифта, при помощи которого можно подняться с первого по пятый этаж, и механических курантов, расположенных на высоте 41,7 м от уровня земли с циферблатами, выходящими на 4 стороны колокольни, диаметр каждого из которых составляет 3,12 м.
Проектирование колокольни проводилось в 2005—2008 годах. Генеральным проектировщиком выступила компания ЗАО «Производственно — инжиниринговая компания „Реконструкция“». Архитекторы — Вердин В. А., Силуков В. А., конструктор — Потешин В. К. Строительство колокольни было начато 28.04.2006 г.

## Почитаемыеиконы
- Божией Матери Казанской, которая спасла город от эпидемии холеры в 1748 году[источник не указан 1245 дней]
- «Нерукотворный Спас»

## Изображения

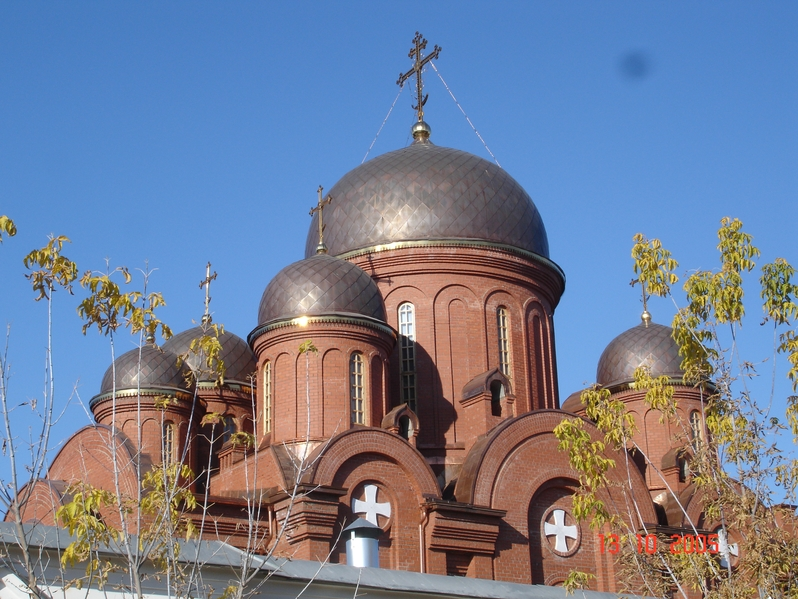
Собор Троицы Живоначальной
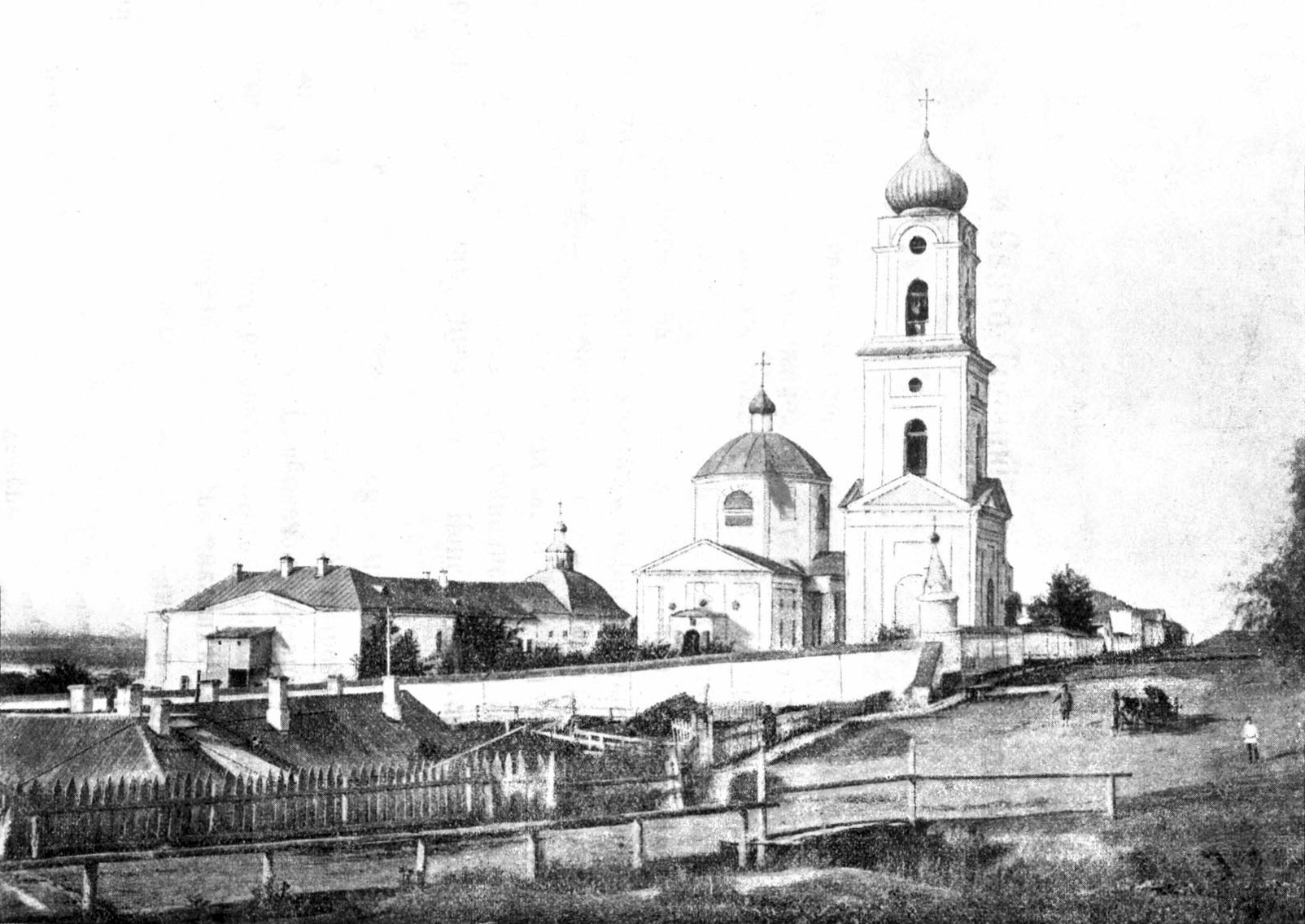
Наружный вид Алатырского Свято-Троицкого монастыря (изображение до 1906 года)
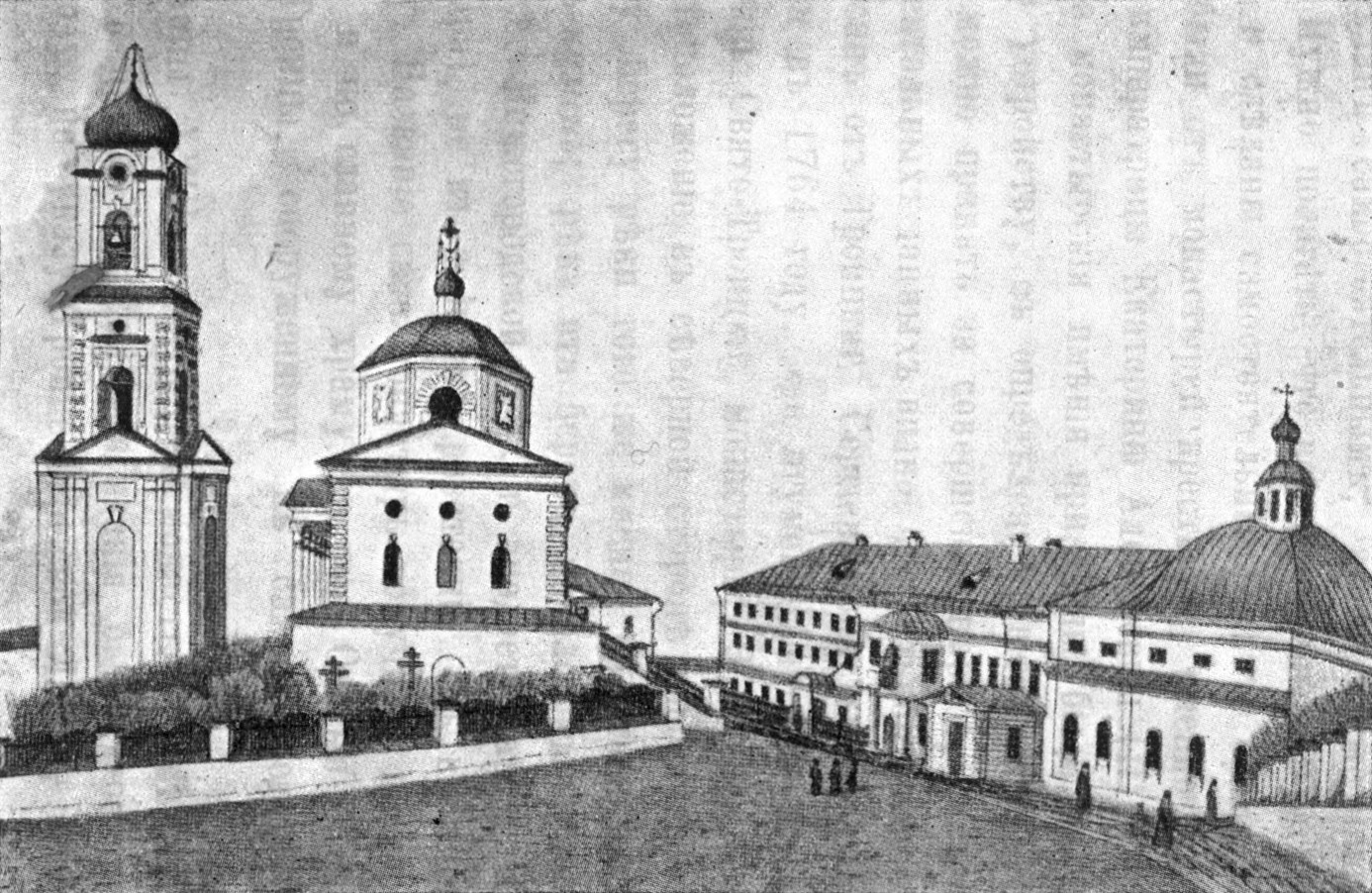
Внутренний вид Алатырского Свято-Троицкого монастыря (изображение до 1906 года)
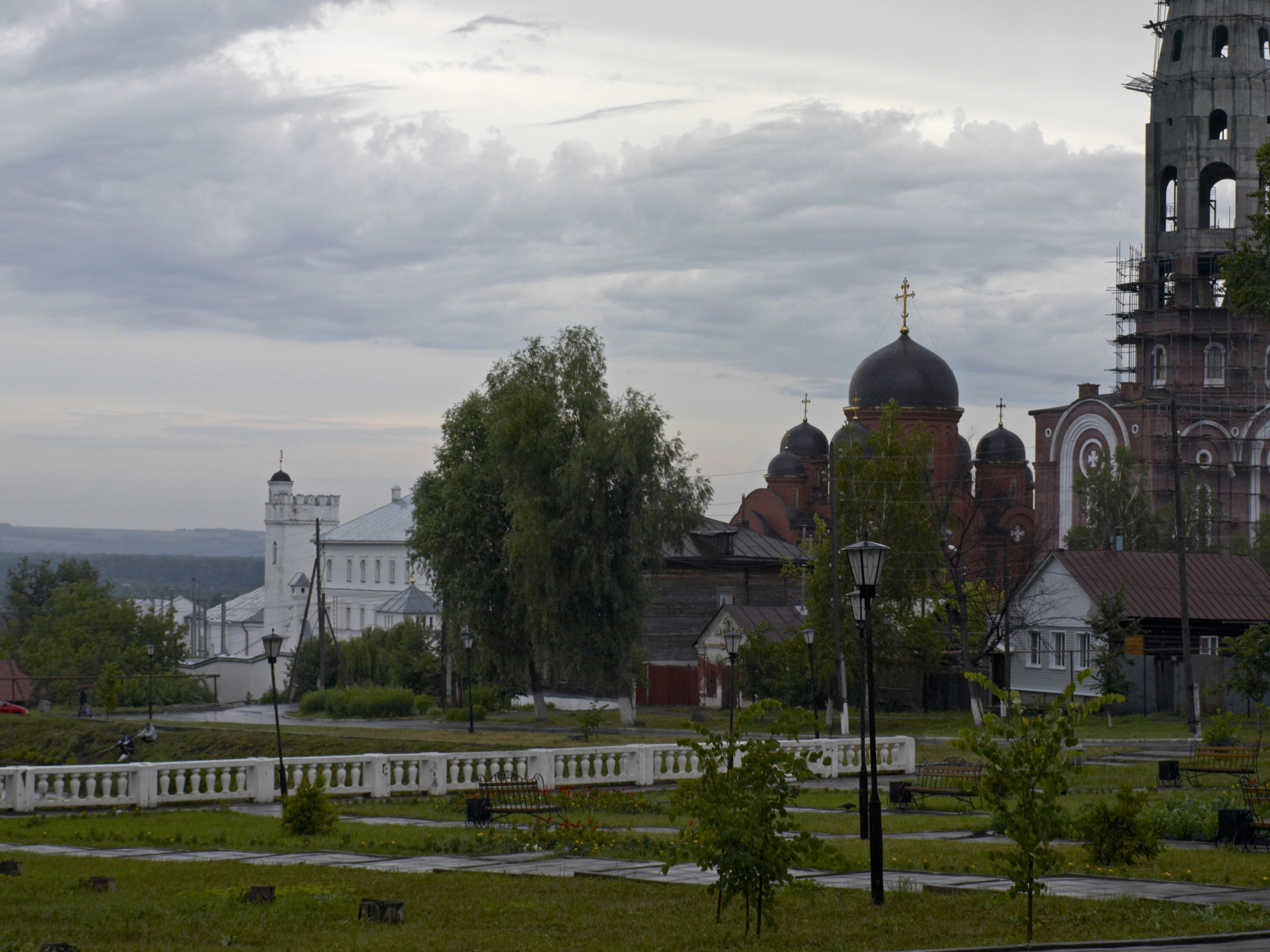
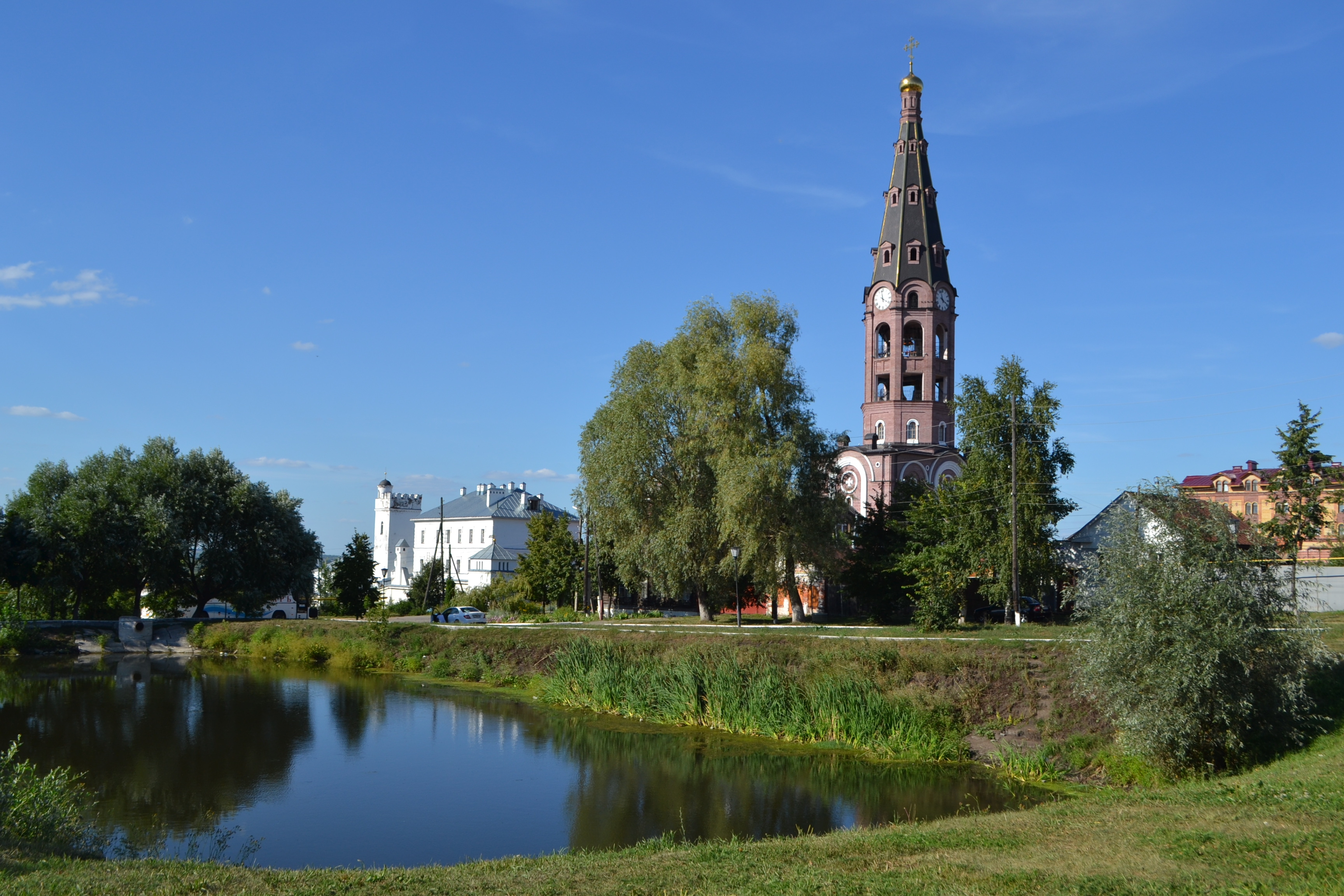